# Hugo Pratt
Hugo Pratt (Ugo Eugenio Prat, Rimini, 1927. június 15. – Lausanne, 1995. augusztus 20.) olasz képregényrajzoló, tanár

## Élete
Már gyerekkorában is sokat utazott. Velencében és Etiópiában élt, amíg az meg függetlenné nem vált. 1945-ben a Velencei Képzőművészeti Akadémiára járt, ezalatt rajzolta meg és adta ki első képregényét a L'as de piquet (a Pikk Ászt). A Forgatókönyvet Mario Faustinelli írta. A főhős egy álarcos bosszúálló volt, érezhető rajta az amerikai képregények rajzban leginkább Milton Carniff hatása. A Főiskolán alapító tagja volt a Velencei Csoportnak (a többiek: Dino Bataglia, Alberto Ungaro, Mario Faustinelli) céljuk klasszikus kalandregények képregényre írása volt. A II. világháború alatt még megjelent Batagliaval közös képregénye a Junglemen. 1949-ben a Velencei Csoport tagjai az ottani kiadók hívására Argentínába költöztek.
Az argentin évek alatt Pratt három kiadó Cesare Civita, az Abril és a Frontera részére is dolgozott. Itt alkotta meg a Sergente Kirk című westernt, az Anna Della Junglát egy fiatal lány afrikai kalandjairól a Wheeling c. történetet az indiánháborúkról és Ernie Pike haditudósítót, akit az Okinawán meggyilkolt, valóban élt amerikai újságíróról Ernie Pyle-ról mintázott. Legtöbb történetét Hector Oesterfeld a Frontera szerkesztőjével közösen írta. Sokat utazott. Ellátogatott Brazíliába. Sao Paulóban Alberto Brecciával közösen egyetemi előadásokat tartott. 1959-ben Londonban részt vett a Háborús Képek Könyvtárának alapításában. A Fleettway csoport brit tagozatának megbízására. Az 1960-as évet Írországban töltötte. Később a Daily Mirrornak, a Sunday Pictioralnak dolgozott. 1964-ig mindig visszatért Argentínába és egy rövid ideig a Miszter X. magazin szerkesztője volt. 1965-ben végleg hazatelepült Olaszországba.
1967-ben saját magazint alapított, ami régebbi hőse Sergent Kirk nevét viselte. Itt indult el legnagyobb sikere a Corto Maltese a Sós Tenger Balladája című később önálló albumként is kiadott történetben tűnt fel először. 1969-től a Vaillant kezdte el a sorozatot, majd színesben folytatja a Tintinnél, a France-Soir, a Linus 1980-tól pedig az A SUIVRE lapjain. Corto Maltese egy hajó nélküli világvándor tengerész, aki az első világháború környékén keveredik kalandokba gyakran a törvény határait is átlépve, de mindig az igazság oldalán. Népszerűségét jelzi, hogy 22 album készült belőle, egész estés animációs film. 1983-ban pedig egy rövid életű havilap indult Corto Maltese címen. Itt indult útjára a Cato Zolou és a Jesuit Joe.
Ugyanebben az évben Milo Manarával közösen forgatókönyvírással próbálkozott (Un éte indien/Egy indián nyár) 1995-ben pedig egy újabbal (El Gaucho)
A kilencvenes évektől a svájci Grandvauxban élt, de továbbra is sokat utazott. 1992-ben körülhajózta az egész Csendes-Óceánt. Erről az útról az olasz televízió is beszámolt. Utolsó életében megjelentmunkája Antoine de Saint-Exupéry halálának 50. évfordulójára készült.

## Munkássága
Pratt kezdetben az amerikai alkotók hatása alatt alkotott, később kialakította sajátos stílusát, ami a fény-árnyék foltokra épült. Bár korai munkáiban csak rajzoló, már argentin évei alatt is kipróbálta a saját forgatókönyvet (Tinconderonga) 1970-es évektől pedig minden történetet egyedül írt. Jelentősége abban áll, hogy bár háborúkról, forradalmakról írt, hősei mégis külső szemlélők, vagy szerencsétlen áldozatok.Magyarul a Krampusz folytatásokban kezdte el közölni a Wheelinget-ez a magazin megszűnése miatt megszakadt. 1995-ben pedig a Corto Maltese sorozatból jelent meg a Velencei Mese. A rajzfilmváltozatot pedig Az Elveszett Aranyvonat Fosztogatói címen sugározták. 

## Művei
Castermann kiadás
- Ann de la jungle
- Fort Wheeling
- Cato Zolou
- Jesuit Joe
- Le Scorpions du désert
- A sivatag Skorpiói I és II.
- Un fortin en dencalie
- Conversation mondaine a Moululhé
- Kolnsky raconte deux ou trois choses Que je sais d'eux
- La Ballade de la mer salée (A Sós Tenger Balladája)
- Bous le signe du capricorne
- Les Celtiqous
- Les ethiopiques
- Corto Maltese en Sibérie
- Corto toujours un peu plus loin
- Velencei Mese
- Le maison dorée de Samarkand
- Tango
- Mu
- La Ballade de la mer salée (színes)
- Sous le drapeau des pirates
- Suite caribéenne
- Le maison dorée de Samarkand (színes)
- Les Helvetiques
- Mu (színes)
- Corto Maltese: Mémoires
- Les Femmes de Corto
- De l'autre cóté de Corto
- Un été indien
- El Gaucho
- Saint Exupéry de dernier vol
- Dans un ciel lointain
- Morgan
- WWII.histories de guerre
- Sandokan, la tigre de malaisie

Glénat kiadás
- Junglemen
- Ernie Pike
- Capitiane Cormorant

A Humonoidák Társasága kiadónál
- Les jouets de Général
- Billy James
- Fanfulla
- Tinconderoga
- L'as de Pique
- Fort Wheeling II.
- Sergent Kirk I-II.-III.-IV.-V.

Dargaud kiadás
- A L'oust de l'eden
- L'Homme des caraibes
- La macumba du gringo

Robert Laffont kiadás
- Avant Corto
- Le Roman de Criss Kenton
- Jesuit Joe

Vertige Graphic kiadás
- Sonnets érotiques

Bédésup kiadás
- Sibad le marin

Les Boris emfant réunits kiadás
- L'assaut du fort

## Magyarul
- Velencei mese; ford. Kovácsné Grits Barbara; Total Productions, Bp., 1996